# Becontree (metropolitana di Londra)
Becontree è una stazione della linea District della metropolitana di Londra.
Fu aperta nel 1932 quando la District line fu estesa ed elettrificata fino ad Upminster. Possiede quattro binari dato che era inizialmente servita anche dalla London, Tilbury and Southend Railway, società che per prima aveva fondato la stazione con il nome di Gale Street Halt. La LT&SR terminò il servizio nel 1962 e da allora i due binari in eccesso sono caduti in disuso.
È compresa all'interno della Travelcard Zone 5.